# Antonio Bonilla
Antonio Bonilla (San Salvador, n. 1954) es un pintor y muralista salvadoreño. Realizó estudios de Arquitectura en la Universidad de El Salvador, los cuales dejó inacabados para dedicarse a la pintura. Participó en las actividades de la comunidad artística La Masacuata, y también perteneció al grupo formado por Napoleón López, Ricardo Ramírez y Edmundo Valencia.
Su obra es ubicada dentro de las corrientes del expresionismo y surrealismo, con influencias del arte precolombino. Bonilla recurre de manera constante a la sátira, y se dice que sus creaciones producen  «por primera vez en la historia del arte pictórico salvadoreño, un toque de irreverencia en su estilo, dentro del cual se refleja abiertamente una serie de tabúes, prejuicios y falsas moralidades que significan una burla al verdadero “salvadoreñismo”». De hecho, el año 1984 presentó una exposición en el Centro Cultural Tlaolli el cual marcó un «punto de ruptura en la pintura salvadoreña ya que fue valiente y agresiva, con aguda crítica social llena de humor y burla».
Su formación es autodidacta, y hay quienes le apodan «el maestro del “feísmo” en El Salvador». El pintor salvadoreño siempre resaltaba que a través de la historia, él solamente había pintado diferentes situaciones, circunstancias políticas y vivenciales.
Dos murales de su autoría se encuentran en el Museo Nacional de Antropología Dr. David J. Guzmán, denominado 200 años de lucha por la emancipación en El Salvador (2011); y el otro en el Centro Internacional de Ferias y Convenciones, con el título Alegoría de la guerra civil y los Acuerdos de Paz (2012). Ambas creaciones se produjeron en el marco de la celebración del Bicentenario del Primer Grito de Independencia de Centroamérica y el vigésimo aniversario de los Acuerdos de Paz de Chapultepec, respectivamente.

### Exposiciones destacadas
- Selección de Pintura Latinoamericana en el Museo de Arte Moderno de México 1990.
- Retrospectiva 10 años de trabajo en el Instituto Francés para América Latina (México D. F., 1992).
- 15 artistas salvadoreños en el Museo de Arte de las Américas de la Organización de Estados Americanos (OEA, Washington, D. C., 1992).
- Arte bajo presión en el Museo de la Universidad de Tempe, Arizona en 1995.
- Dioses, espíritus y leyendas en el Museo del Barrio en Nueva York 1999.
- VI Bienal Internacional de Pintura en Cuenca (Ecuador, 1999).
- Nuestro grito cotidiano en el Emschertal Museum (Alemania, 2002).
- Exposición de Arte Latinoamericano en el Centro Nacional de Correos en Río de Janeiro (Brasil, 2005).
- Exhibición de dos murales de su autoría, el primero en el Museo Nacional de Antropología Dr. David J. Guzmán, creado en el marco del Bicentenario y primer grito de independencia de Centroamérica denominados: “200 años de lucha por la emancipación en El Salvador” (2011) y el segundo en  el Centro Internacional de Ferias y Convenciones “Alegoría de la guerra civil y los Acuerdos de Paz” (2012).[5]

### Premios obtenidos
Algunos reconocimientos recibidos por Antonio Bonilla, debido a su talento en el arte de la pintura.
- Primer lugar del Primer Festival Nacional de Arte en San Salvador en 1971.
- Primer Premio de la Bienal de Pintura Iberoamericana celebrada en México, en 1988.
- Tercer lugar del Certamen Nacional “Benjamín Cañas” en San Salvador, en 1990.[5]